# باكي بونر
باكي بونر (بالإنجليزية: Packie Bonner)‏ ، من مواليد 24 مايو 1960 ، لاعب كرة قدم إيرلندي سابق.
لعب مع منتخب إيرلندا لكرة القدم.

## مسيرته الكروية
لعب باكي بونر خلال مسيرته الاحترافية مع 3 أندية في واحد وعشرون موسمًا ولم يسجل خلالها أي هدف ضمن 483 مباراة. حيث فاز في خمسة مواسم بالكأس وفي خمسة مواسم بالدوري.
خاض باكي بونر مسيرته مع نادي سلتيك في موسم 1978–79 ليلعب معه تسعة عشر موسمًا، مشاركًا في 483 مباراة ولم يسجل أي هدف. ثم انتقل إلى نادي كيلمارنوك في موسم 1997–98 لمدة موسم واحد، حيث لم يشارك في أي مباراة ولم يسجل أي هدف أيضًا. لينتقل بعدها إلى نادي ريدنغ في موسم 1998–99 لمدة موسم واحد، لم يشارك في أي مباراة ولم يسجل أي هدف أيضًا.

## روابط خارجية
- باكي بونر على موقع الاتحاد الدولي (مؤرشف)  (الإنجليزية)
- باكي بونر على موقع قاعدة بيانات كرة القدم.إي يو (الإنجليزية)
- باكي بونر على موقع ناشيونال فوتبول تيمز (الإنجليزية)
- باكي بونر على موقع عالم كرة القدم.نت (الإنجليزية)